# John Dalli

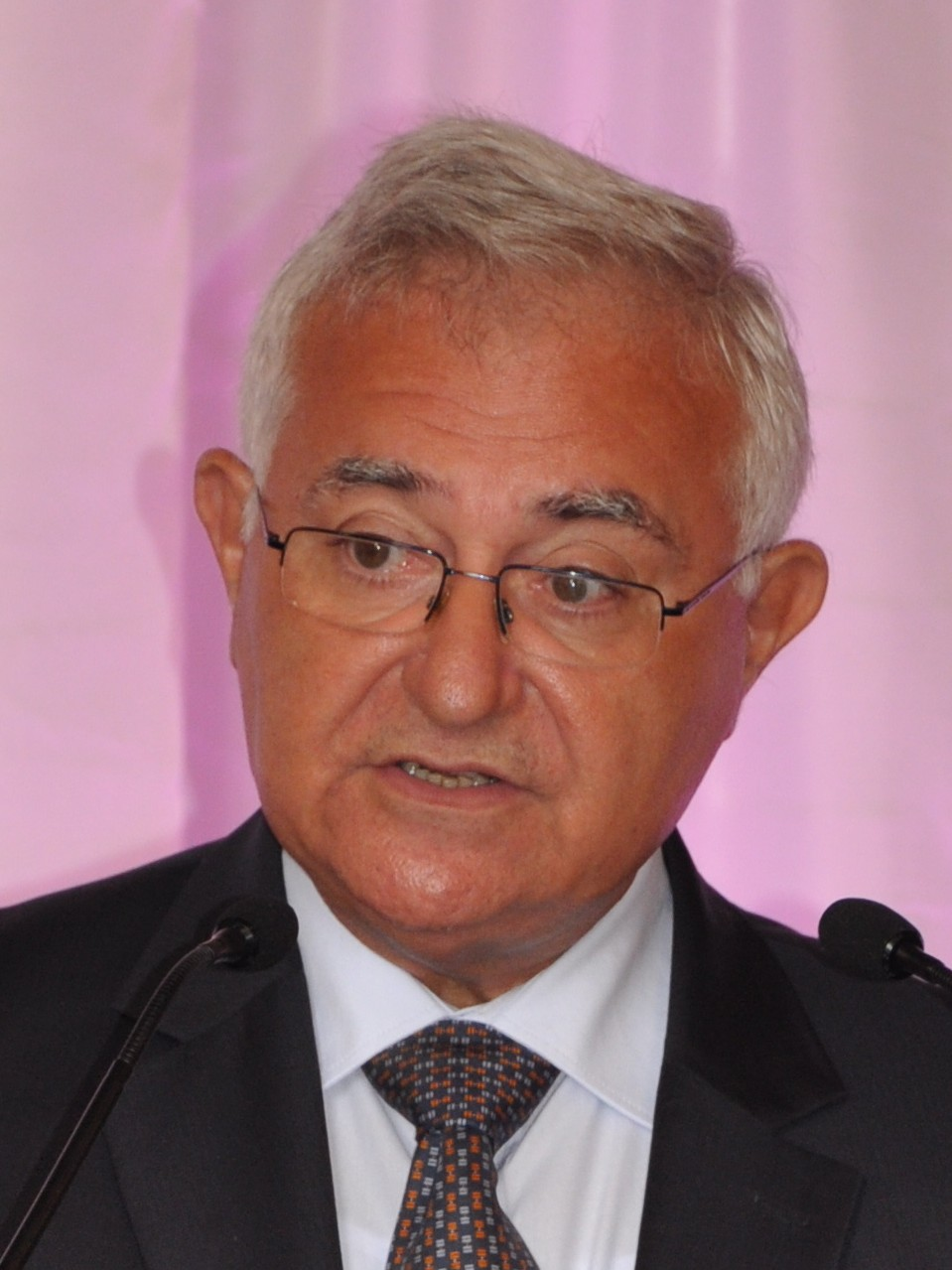
John Dalli (2011)

John Dalli (* 5. Oktober 1948 in Qormi) ist ein konservativer maltesischer Politiker und ehemaliger Europäischer Kommissar für Gesundheit und Verbraucherschutz.

## Leben
Nach der Schule arbeitete und lernte John Dalli beim Unternehmen Malta Drydocks, das ihm ein Studium am Malta College of Arts, Science and Technology finanzierte. Er beendete das Studium über den Fernkurs eines Instituts im Vereinigten Königreich als Wirtschaftsprüfer.
Dalli arbeitete für eine maltesische Werbeagentur und die größte Textilfabrik der Insel, für die er in leitenden Positionen bis 1981 tätig war. Von 1977 bis 1979 war Dalli in Brüssel für das Unternehmen tätig.
John Dalli ist mit Josette Dalli (geborene Callus) verheiratet, mit der er zwei Töchter hat.

## Politische Karriere
1971 trat John Dalli in die Jugendbewegung der maltesischen Nationalist Party ein und blieb im Vorstand bis 1977, um für sein Unternehmen nach Brüssel zu gehen.
1979 bis 1981 führte er den Wahlkampf seiner Partei. Seine eigene Kandidatur blieb erfolglos. Von 1987 bis 1990 war er Parlamentarischer Staatssekretär für die Industrie, von 1990 bis 1992 Wirtschaftsminister und von 1992 bis 1996 Finanzminister. Von 1998 bis 2004 war Dalli Minister für Finanzen und Wirtschaft. 2004 wurde Dalli Minister für auswärtige Angelegenheiten und Investitionsförderung. Von 2008 bis 2010 war er Minister für Sozialpolitik. Nach seiner Ernennung zum EU-Kommissar im Februar 2010 trat Dalli als Minister und Parlamentsmitglied zurück.
Von 1987 bis 1996 und 1998 bis 2004 war Dalli Vorsitzender einer libysch-maltesischen Kommission, die sich um die Entwicklung der Beziehungen der beiden Länder kümmerte.

### EU-Kommissar
Im Februar 2010 wurde Dalli Mitglied der Europäischen Kommission unter José Manuel Barroso, wo er als EU-Kommissar das Ressort Gesundheit und Verbraucherschutz übernahm. Infolge von Ermittlungen des Europäischen Amtes für Betrugsbekämpfung (OLAF) trat Dalli nach Korruptionsvorwürfen am 16. Oktober 2012 als EU-Kommissar zurück.

### Politische Positionen und Kontroversen
In seinen ersten Amtshandlungen als EU-Kommissar zeigte sich Dalli im März 2010 als ausgesprochener Befürworter der Gentechnik in der Nahrungsmittelproduktion. Damit lag er im Widerspruch zu Deutschlands Verbraucherministerin Ilse Aigner, die eine Lockerung der strengen EU-Vorgaben für gentechnisch veränderte Nahrungsmittel verhindern wollte. Dalli befürwortete eine Aufhebung des Importverbots für gentechnisch veränderter Lebensmittel in die Europäische Union.
Im Mai 2010 setzte sich Dalli für die Zulassung von aus Schweineblut gewonnenem Thrombin, mit dem kleine Fleischteile zu größeren zusammengeklebt werden, zur Fleischproduktion ein, da dies gesundheitlich unbedenklich sei. Sein Vorstoß wurde jedoch vom Europaparlament blockiert.
Im Oktober 2010 setzte sich Dalli unter anderem für eine europäische Tabakproduktrichtlinie ein, um die Nikotinabhängigkeit in der Europäischen Union zu verringern.
Im Juni 2012 sprach sich Dalli als EU-Verbraucherschutzkommissar für die Zulassung des (teilweise)  umstrittenen „Roundup Ready“-Soja-Saatgutes von Monsanto aus, obwohl das damit verspritzte Pflanzengift Glyphosat (teilweise) im Verdacht steht, das Erbgut zu schädigen und zu Missbildungen zu führen. Die Zulassung hätte nach Ansicht der NGO Testbiotech auch gegen EU-Recht verstoßen, da die Rückstände des Spritzmittels bei der Risikobewertung des Saatgutes nicht berücksichtigt worden sind.
Ebenfalls im Juni 2012 geriet Dalli, auch für den EU-Tierschutz verantwortlich, in Konflikt mit den Initiatoren der EU-weiten Tierschutzkampagne 8hours. Die vom dänischen EU-Parlamentarier Dan Jørgensen initiierte Kampagne sammelte bis Anfang 2012 EU-weit über 1,1 Millionen Unterschriften zur Begrenzung der Transportzeiten von Nutztieren auf maximal 8 Stunden. Zugleich unterschrieben 395 EU-Parlamentarier und damit die Mehrheit der EU-Parlamentarier die entsprechende schriftliche Erklärung 49/2011. Bei der Überreichung der Unterschriftenliste durch die Vertreter europäischer Tierschutzorganisationen und EU-Parlamentarier am 7. Juni 2012 versprach Dalli für das Jahr 2014 eine neue EU-Gesetzesvorlage zum Schutz der Tiere auf Transporten. Obwohl seine Äußerungen von einer Kamera aufgezeichnet wurden, distanzierte sich Dalli kurze Zeit später komplett von seinen Aussagen. Aus diesem Grund hielten die 8-hours-Initiatoren am 28. September 2012 in Dallis Heimatland Malta eine große Tierschutzkonferenz ab. Der Druck auf Dalli bezüglich der Forderung nach einer 8-Stunden-Transportzeitbegrenzung nahm in den Folgewochen noch zu.
Im September 2012 versuchte Dalli in Malta gegen nicht näher genannte Diffamierungen seiner Person in Online-Blogs anzugehen. Als Hintergrund der Diffamierungen vermutete Dalli seine mögliche Kandidatur als Parteiführer der maltesischen Partit Nazzjonalista.
Infolge der Ermittlungen des Europäischen Amtes für Betrugsbekämpfung (OLAF) trat Dalli am 16. Oktober 2012 als Kommissar für Gesundheit und Verbraucherschutz zurück. Den Ermittlungen vorausgegangen war eine Beschwerde des schwedischen Tabakherstellers Swedish Match. Ein maltesischer Unternehmer soll dem Unternehmen angeboten haben, für Geld Kontakte zu Dalli herzustellen, um damit die EU-Tabakgesetzgebung zu beeinflussen. Dalli wies alle Vorwürfe zurück. Die maltesische Polizei erklärte, der Bericht von OLAF enthalte lediglich Hinweise auf ein Fehlverhalten, aber keine stichhaltigen Beweise, die für die Einleitung eines Verfahrens erforderlich seien.
Bereits 2004 war Dalli als maltesischer Außenminister nach Korruptionsvorwürfen zurückgetreten.